# Санта Марија ла Стела
Санта Марија ла Стела је насеље у Италији у округу Катанија, региону Сицилија.
Према процени из 2011. у насељу је живело 4467 становника. Насеље се налази на надморској висини од 341 м.